# Caixas
Caixas en francés y oficialmente, Queixàs en catalán contemporáneo o Caixàs con ortografía antigua, es una pequeña localidad y comuna francesa, situada en el departamento de los Pirineos Orientales, región de Occitania  y comarca histórica del Rosellón. 
Sus habitantes reciben el gentilicio de cachanencs en francés o queixanenc, queixanenca en catalán

## Geografía

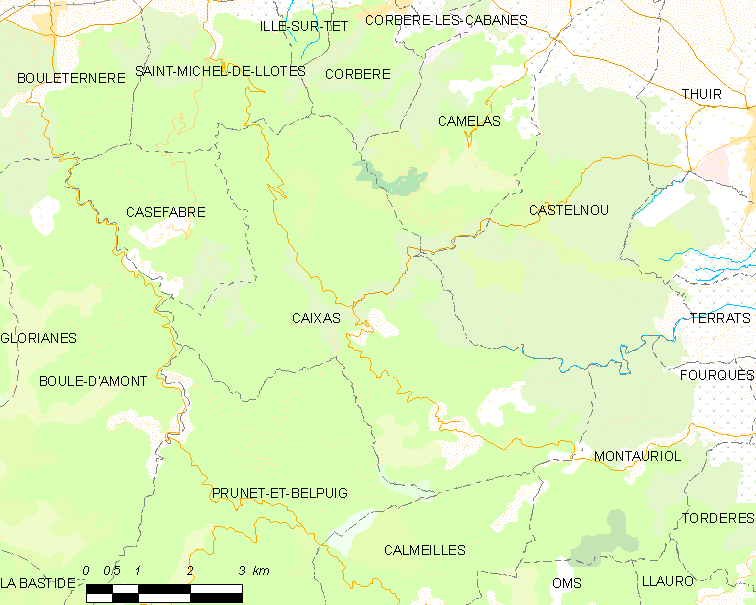
Situación de Caixas

## Demografía
| 62 | 67 | 58 | 61 | 84 | 95 |
| Para los censos de 1962 a 1999 la población legal corresponde a la población sin duplicidades (Fuente: INSEE [Consultar]) |    |    |    |    |    |